# Olivella nivea
Olivella nivea is een slakkensoort uit de familie van de Olividae. De wetenschappelijke naam van de soort is voor het eerst geldig gepubliceerd in 1791 door Johann Friedrich Gmelin.